# چن بولین
چن بولین (انگلیسی: Chen Bolin؛ زادهٔ ۲۷ اوت ۱۹۸۳) هنرپیشه اهل کشور تایوان است. وی بازیگری را از دوران نوجوانی آغاز نمود. از فیلم‌هایی که وی در آن نقش داشته است می‌توان به ابریشم و جکی و خون‌آشامان ۲ اشاره کرد.